# Radka Stašová
Radka Stašová (ur. 14 maja 1997 w Koszycach) – słowacka koszykarka,  występująca na pozycji rozgrywającej, reprezentantka kraju, od 2024 zawodniczka GDESSA/Barreiro. 

## Osiągnięcia
Stan na 18 kwietnia 2025, na podstawie, o ile nie zaznaczono inaczej.

### Drużynowe
- Mistrzyni Słowacji (2019, 2020, 2021, 2024)[3][4][5][6]
- Wicemistrzyni Słowacji (2018, 2022)[7]
- Zdobywczyni Pucharu Słowacji (2019, 2020, 2022)[3][4][7]
- Finalistka Pucharu Słowacji (2024)[6]
- Uczestniczka rozgrywek Eurocup (2018–2020, 2021/2022, od 2023)

### Indywidualne
(* – nagrody przyznane przez portal eurobasket.com)
- Zaliczona do*:
  - III składu ligi słowackiej (2022)[7]
  - składu honorable mention ligi słowackiej (2021, 2024)[5][6]

### Reprezentacja
Seniorska
- Uczestniczka:
  - mistrzostw Europy (2021 – 13. miejsce, 2023 – 12. miejsce)
  - kwalifikacji do mistrzostw Europy (2019, 2021, 2023, 2025)

Młodzieżowe
- Mistrzyni Europy U–18 dywizji B (2015)
- Wicemistrzyni Europy U–20 dywizji B (2017)
- Uczestniczka mistrzostw:
  - świata U–17 (2014 – 15. miejsce)
  - Europy:
    - U–20 (2015 – 8. miejsce, 2016 – 15. miejsce)
    - U–16 (2013 – 10. miejsce)